# جشنواره آوینیون
جشنوارهٔ آوینیون (فرانسوی: Festival d'Avignon‎) یک جشنوارهٔ هنری سالانه است که هر تابستان در ماه ژوئیه در حیاط کاخ‌های پاپ و سایر نقاط شهر اوینیون برگزار می‌شود. این جشنواره که در سال ۱۹۴۷ توسط ژان ویلار بنیان گذاشته شد، قدیمی‌ترین جشنوارهٔ موجود فرانسه و یکی از بزرگ‌ترین جشنواره‌ها در سطح جهان است. در کنار بخش رسمی (بخش درونی)، تعدادی از نمایش‌ها در همان موقع از سال و در بخش بیرونی جشنواره اجرا می‌شوند.